# Radio On!
Radio On! ist das am 23. Juli 2021 veröffentlichte vierzehnte Album der kanadischen Band Lee Aaron.

## Hintergrund
Lee Aaron hatte nach einer längeren Phase ohne neue Veröffentlichungen 2016 und 2018 wieder Studioalben mit neuer Musik veröffentlicht, denen 2019 ein Livealbum gefolgt war.
Mit dem 2016 veröffentlichten Fire and Gasoline hatte sie ein „im Kern klassisches Hardrock-Album mit modern anmutenden Pop-Melodien und einem leichten Hauch von Punk“ aufgenommen. 2018 folgte Diamond Baby Blues, das „bluesiger ausgerichtet“ war als das Vorgängeralbum und „mehr Raum für die begleitenden Musiker“ gelassen hatte. Für die Veröffentlichung eines Livealbums waren die Auftritte der Tournee zu Fire and Gasoline in Nürnberg (Konzertclub „Hirsch“) am 13. Juli und Balingen (Bang-Your-Head-Festival) am 14. Juli 2017 aufgezeichnet worden. Dieses Album erschien am 20. September 2019.
Im März 2020 kam die Band an einem Wochenende bei ihrer Sängerin zu Hause zusammen, um an ersten Ideen für neue Stücke zu arbeiten.

“I had this crazy idea, that when we locked ourselves away in a room for a couple days and the only agenda was to have FUN and tap into the influences that inspired us as teenagers, it would be interesting to see what happened. I think we even surprised ourselves.”

„Ich hatte diese verrückte Idee, dass es interessant wäre zu sehen, was passieren würde, wenn wir uns alle zusammen für ein paar Tage nur mit der Vorgabe, SPASS zu haben und die Inspirationen aus unserer Jugendzeit anzuzapfen, in einem Raum einschließen. Ich denke, wir haben sogar uns selbst überrascht.“

Das weitere Songwriting und die Aufnahme ihrer jeweiligen musikalischen Anteile nahmen die Musiker in ihren jeweiligen Heimstudios vor. Die eigentliche Produktion führte Lee Aaron im Dezember 2020 in den Afterlife Studios in Vancouver durch, die Abmischung und das Mastering wurden von Mike Fraser (AC/DC) übernommen.
Als erste Single erschien am 21. Mai 2021 das Lied Cmon, dem am 3. Juni 2021 Twenty One folgte. Vampin’ wurde am 2. Juli 2021 veröffentlicht; zu allen Singles wurden Musikvideos produziert.
Der ursprüngliche Veröffentlichungstermin für das Album war der 18. Juni 2021, aufgrund von Herstellungsproblemen wurde er auf den 23. Juli 2021 verschoben. Das Album erschien als CD, limitierte LP auf weißem Vinyl, und wurde über Online-Musikdienste angeboten.

## Titelliste
| Nr.          | Titel               | Autor(en)                  | Länge |
| ------------ | ------------------- | -------------------------- | ----- |
| 1.           | Vampin’             | Aaron, Kelly, Reimer, Cody | 4:06  |
| 2.           | Soul Breaker        | Aaron, Kelly, Reimer, Cody | 3:15  |
| 3.           | Cmon                | Aaron, Kelly, Reimer, Cody | 4:35  |
| 4.           | Mama Don’t Remember | Aaron, Kelly, Reimer, Cody | 3:31  |
| 5.           | Radio On            | Aaron, Kelly, Reimer, Cody | 3:39  |
| 6.           | Soho Crawl          | Aaron, Kelly, Reimer, Cody | 2:40  |
| 7.           | Devil’s Gold        | Aaron, Kelly, Reimer, Cody | 6:10  |
| 8.           | Russian Doll        | Aaron, Kelly, Reimer, Cody | 2:41  |
| 9.           | Great big Love      | Aaron, Kelly, Reimer, Cody | 4:14  |
| 10.          | Wasted              | Aaron, Kelly, Reimer, Cody | 3:39  |
| 11.          | Had Me at Hello     | Aaron, Kelly, Reimer, Cody | 3:47  |
| 12.          | Twenty One          | Aaron, Kelly, Reimer, Cody | 5:09  |
| Gesamtlänge: | Gesamtlänge:        | Gesamtlänge:               | 47:14 |

## Rezeption

### Rezensionen
Das Magazin Metal Hammer bescheinigte dem Album eine „flache und doch recht blutleere Produktion;“ es sei ein „ganz gefälliges, definitiv makellos eingesungenes, aber leider auch recht unscheinbares, vor sich hin plätscherndes Rock-Album mit Pop-Tendenzen geworden, dem vor allem die großen Hits und Gesten“ fehlten. Der Rezensent vergab vier von möglichen sieben Punkten.
Matthias Mader schrieb in Rock Hard, „die Sturm- und Drangzeit von Lee Aaron“ möge vorüber sein, „als Komponistin sowie Texterin“ präsentiere sie sich „deutlich gereift.“ Deswegen sei ihr neues Album „noch lange kein müdes Alterswerk geworden.“ Auf dem Album gebe es „viel zu entdecken, ein nicht geringer Teil“ der zwölf Songs bleibe „nach ein paar Durchläufen im Ohr hängen.“ Allen voran gelte dies für Twenty One, aber auch Had Me At Hello mit „seinem unwiderstehlichen Groove, das dreckige Soho Crawl (mit schönem Kiss-Background-Chorus),“ und nicht zuletzt für den programmatischen Titelsong. Die Sängerin spiele „stimmlich nach wie vor weit oben“ mit, und das Album mache „vom ersten bis zum letzten Ton viel Spaß.“ Mader vergab 8,5 von 10 zu vergebenden Punkten.
Amir Shaheen konstatierte in Rocks, das „nunmehr dritte Studio-Album nach dem Neustart“ lasse „metallische Elemente der Achtziger außen vor“ und ließe sich als „Kreuzung der vorherigen beiden Scheiben“ umreißen. Mike Fraser habe Aaron einen „kräftig-erdigen Sound ermöglicht,“ der besonders den Titeln Vampin’ und Soulbreaker zugute komme. Shaheen vergab 7 von möglichen 10 Punkten.

### Charts und Chartplatzierungen
| ChartsChartplatzierungen | Höchstplatzierung | Wochen |
| ------------------------ | ----------------- | ------ |
| Deutschland (GfK)        | 49 (1 Wo.)        | 1      |
| Schweiz (IFPI)           | 29 (1 Wo.)        | 1      |